# Karen en De Coster
Karen en De Coster is een debat- en discussieprogramma dat op 2 september 2015 startte op de Vlaamse zender VIER. De presentator van het programma is Gilles De Coster, Karen Damen is medepresentatrice en reportagemaker. In dit programma worden rond maatschappelijke en actuele thema's debatten gevoerd in een studio met verschillende partijen. Tussendoor maakt Karen Damen reportages over gebeurtenissen uit de actualiteit.

## Rubrieken
- De helden van het internet: In dit rubriek zoekt men mensen thuis op die een opvallende, negatieve reactie op Twitter postten. Daar worden ze geconfronteerd met wat ze schreven en vraagt men om duiding.
- Karen test uit: Karen gaat zaken uitproberen en controleren om na te gaan of bepaalde zaken die men in de actualiteit ter sprake brengt correct zijn.